# Vleeshal (Haarlem)
De vleeshal is een historisch gebouw aan de Grote Markt in Haarlem waarin tegenwoordig locatie Hal van het Frans Hals Museum is gevestigd.

## Geschiedenis
Sinds 1386 stond op de hoek van de Spekstraat en de Warmoesstraat een vleeshal waar vlees door vleeshouwers (slagers) werd verkocht. De Warmoesstraat heette dan ook heel lang de Vleeshouwersstraat. Het was handig om vlees op een centraal punt te verkopen, omdat de burgers dan veel keus hadden en de keurmeesters van de overheid konden zo het vlees beter controleren.
Door de snelle groei van het aantal inwoners in Haarlem werd de vleeshal te klein. Vanaf 1592 mochten daarom 26 kramen van slagers buiten voor de hal staan, maar het vlees bedierf buiten sneller. Voor de bouw van een nieuwe vleeshal werden op 11 oktober 1601 enkele panden aan de Grote Markt aangekocht. Stadsarchitect Lieven de Key had opdracht gekregen van het stadsbestuur om een ontwerp te maken voor het pand. Hij maakte er twee, waaruit het stadsbestuur het mooiste en duurste koos. Op 6 juni 1602 werd door Jan de Wael en Pieter en Weijntgen Kies (kinderen van Haarlemse burgemeesters) de eerste steen gelegd.
Eind 1604 namen de slagers hun intrek in het gebouw. Er waren geen officiële feestelijkheden, want slagers waren niet tevreden met de hoge huur die zij moesten betalen voor hun prestigieuze onderkomen. In de hal moest 30 gulden per jaar door een slager worden betaald, terwijl dat in de oude hal 6 gulden per jaar was. Uiteindelijk werd de prijs in 1619 vastgesteld op 16 gulden. Wat er wel en niet mocht in de hal, was aan strenge regels gebonden. Er mocht niet worden geslacht, niet worden gewandeld, het was op straffe van een boete verboden honden mee te nemen, en er mocht ook niet worden getold, gehoepeld of geknikkerd.
De Vleeshal bleef als verkoopplaats voor vlees in gebruik tot in de 19e eeuw. Daarna kreeg het gebouw een heel andere functie: van 1840 tot 1885 diende het als bergplaats van een in Haarlem gelegerd garnizoen. Vervolgens heeft het gebouw dienstgedaan als Rijksarchief en daarna als depot van de stadsbibliotheek. Tijdens de Tweede Wereldoorlog werd het gebouw in gebruik genomen door de Distributiedienst. Na de oorlog bepaalden burgemeester en wethouders dat het gebouw tentoonstellingsruimte moest worden.

## Bouwstijl
De vleeshal is een prachtig voorbeeld van de noordelijke renaissance, met dien verstande dat op een gotische basisstructuur (grondplan en opstand) renaissance-ornamenten zijn toegepast. Tot de renaissancevormen behoren pilasters, rustica, Toscaanse zuilen (binnen), rolwerken (boven de kelderingangen) en obelisken. Inspiratiebron hiervoor waren voorbeeldprenten van de Antwerpenaar Hans Vredeman de Vries. Stieren- en ramskoppen op de gevels wijzen nog op de oorspronkelijke functie van het gebouw. Het gebouw heeft een zogenoemde rolwerkgevel.

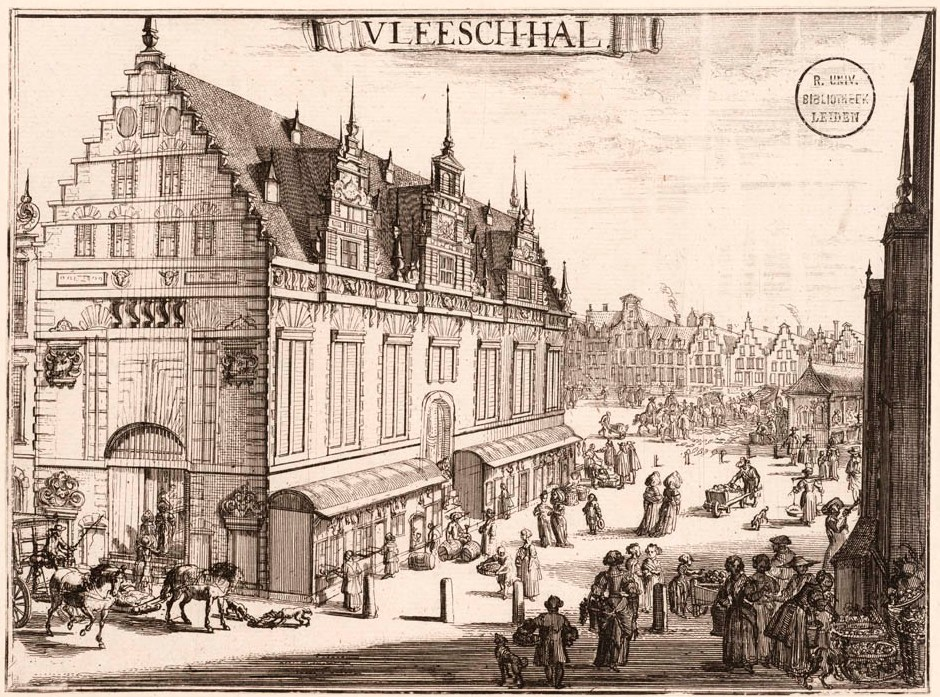
Vleeshal in 1690
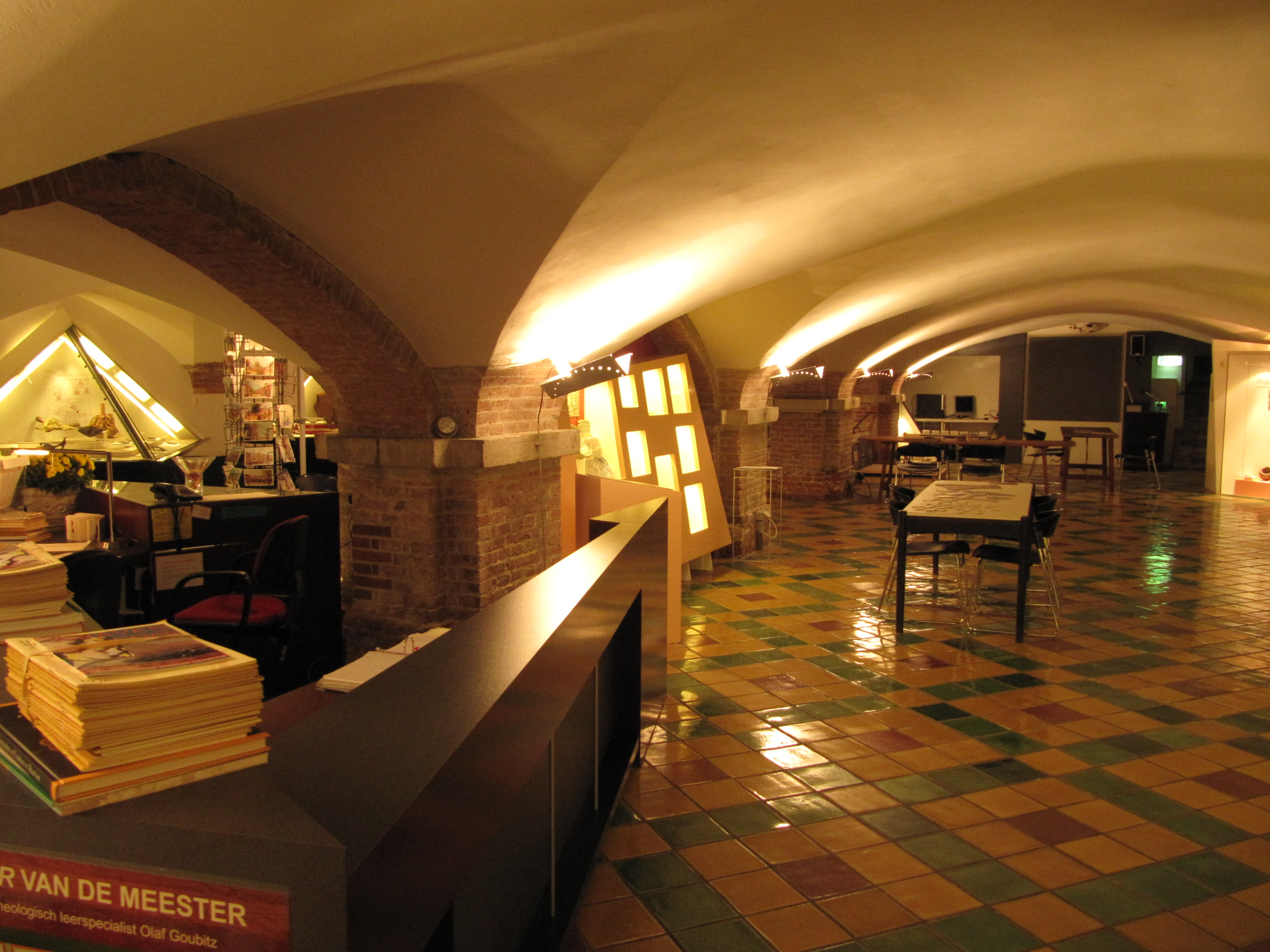
Gewelven in de kelder
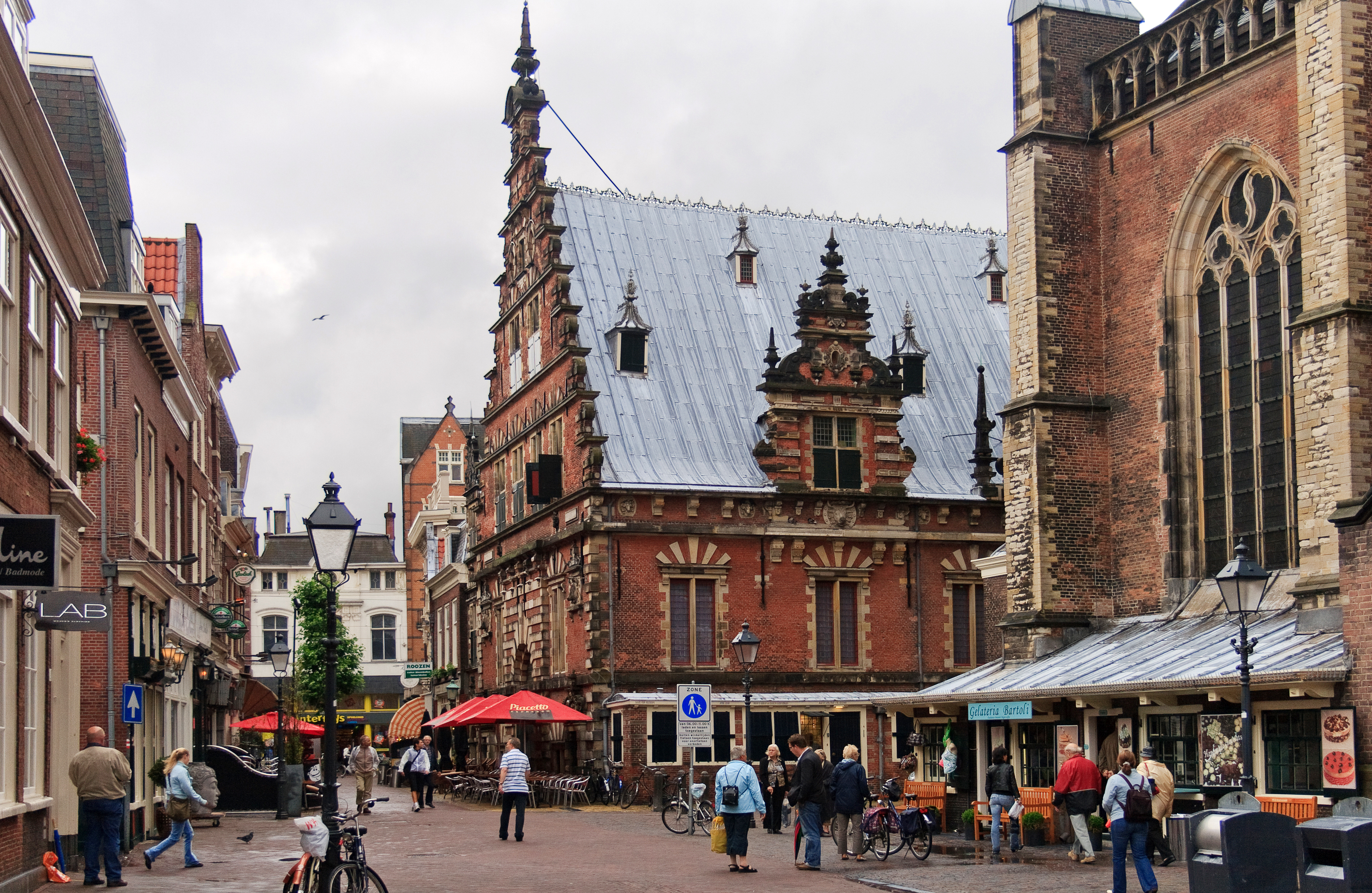
Vleeshal
- Vleeshal interieur, 1967